# Каменьск (гмина)
Каменьск (пол. Kamieńsk) — гмина (волость) в Польше, входит как административная единица в Радомщанский повет, Лодзинское воеводство. Население — 6089 человек (на 2008 год).

## Сельские округа
1. Барчковице
2. Влодзимеж
3. Гожендув
4. Данелюв
5. Домброва
6. Козневице
7. Охоцице
8. Подьезоро
9. Пытовице
10. Старе-Галковице
11. Хута-Порайска
12. Шпиналюв

## Прочие поселения
1. Александрув
2. Хубы-Рущыньске
3. Колёня-Ольшовец
4. Михалув
5. Наполеонув
6. Норбертув
7. Нове-Галковице
8. Озга
9. Рущын
10. Сюдемка

## Соседние гмины
1. Гмина Белхатув
2. Гмина Воля-Кшиштопорска
3. Гмина Добрышице
4. Гмина Гожковице
5. Гмина Гомунице
6. Гмина Клещув
7. Гмина Розпша